# Hertogdom Rome
Het hertogdom Rome (Latijn: Ducatus Romanus) was een gebied binnen het exarchaat Ravenna, een deel van het Byzantijnse Rijk. Het hertogdom Rome werd bestuurd door een keizerlijk functionaris met de titel van dux (hertog). De dux kwam vaak in conflict met de paus, toen slechts religieus leider, over het leiderschap over Rome. Na de stichting van de Pauselijke Staten in 756 kwam er een einde aan het administratieve gebied van het hertogdom Rome. Af en toe werden er na 756 nog 'hertogen van Rome' benoemd door de paus (in plaats van door de Byzantijnse keizer).
Het hertogdom Rome ontstond waarschijnlijk in de late zevende eeuw. De dux van Rome stond onder het gezag van de exarch van Ravenna, die de hoogste autoriteit had in Byzantijns Italië. Het hertogdom Rome bevatte het zuiden van Etrurië ten noorden van de Tiber en Latium in het zuiden (tot aan de Garigliano) met uitzondering van Casinum en Aquinum. De belangrijkste machtscentra binnen het Exarchaat waren Ravenna in het noorden en Rome in het zuiden. Tussen beiden in lagen twee andere Byzantijnse hertogdommen: dat van de Pentapolis (langs de Adriatische kust ten zuiden van Ravenna), en dat van Perugia. Het gehele exarchaat stond onder hevige druk van de Longobarden. Het Longobardische Koninkrijk lag ten noordwesten van het exarchaat, maar had ook landen ten zuidoosten van het exarchaat, namelijk het hertogdom Spoleto. De Longobarden zagen in dat wanneer de verbinding tussen Ravenna en Rome verbroken zouden worden, de macht van Ravenna en Rome op de lange termijn niet behouden kon worden.
In de eerste helft van de achtste eeuw nam de paus een steeds sterke rol op in de verdediging van Rome (eerst de stad, later de bredere regio).
In 728 veroverde de Longobardische koning Liutprand het belangrijke kasteel van Sutri. Dit kasteel bewaakte de weg tussen Rome en Perugia nabij Nepi. Door bemiddeling van de paus gaf Liutpriand het kasteel op. Tien jaar later veroverde de Longobardische hertog van Spoleto, Transamund II, het kasteel van Gallese, dat diezelfde weg tussen Rome en Perugia bewaakte even ten noorden van Nepi. Het was paus Gregorius III die de hertog een grote som geld betaalde om het kasteel terug te geven. Vervolgens ging de paus een verbond aan met Transamund van Spoleto om Rome te beschermen tegen de aanvallen vanuit het noordwesten van Liutprand. Dit mocht echter niet baten: Liutprand veroverde het Longobardische hertogdom Spoleto, belegerde Rome (zonder het te veroveren) en veroverde belangrijke vestingen die de verbinding tussen Perugia en Ravenna verzekerden (Blera, Orte, Bomarzo en Amelia).
In 751 viel het exarchaat van Ravenna definitief door aanvallen van de Longobarden onder leiding van koning Aistulf. Rome, in de figuur van paus Stefanus II, probeerde te onderhandelen met de Longobarden, maar toen dit faalde keerde hij zich tot koning Pepijn de Korte om in te grijpen tegen de Longobarden. Pepijn verdreef de Longobarden in 756 en schonk vervolgens het gebied van het hertogdom Rome aan de paus, inclusief een deel van de voormalige Longobardische bezittingen. Deze Schenking van Pepijn vormde de start van de onafhankelijk Pauselijke Staten met de paus als wereldlijk leider; dit in tegenstelling tot de rol van de paus als religieus leider binnen het Byzantijnse hertogdom waar hij naast de Grieks-Byzantijnse dux opereerde.